# Biserica de lemn din Roșa
Biserica de lemn din Roșa, suburbie a Cernăuților, a fost ridicată la 1767 de localnicii Constantin Ianoș, Constantin și Lazăr Grecu, Stanislav Grigoraș, Ion și Vasile Zamca. În 1931 a fost strămutată în locul numit "la Holm".